# Euryopis potteri
Euryopis potteri är en spindelart som beskrevs av Simon 1901. Euryopis potteri ingår i släktet Euryopis och familjen klotspindlar.
Artens utbredningsområde är Etiopien. Inga underarter finns listade i Catalogue of Life.